# Heterodermia appalachensis
Heterodermia appalachensis är en lavart som först beskrevs av Kurok., och fick sitt nu gällande namn av William Louis Culberson. Heterodermia appalachensis ingår i släktet Heterodermia och familjen Physciaceae.   Inga underarter finns listade i Catalogue of Life.